# Erik Prekop
Erik Prekop (Trenčín, 8 ottobre 1997) è un calciatore slovacco, attaccante del Baník Ostrava e della nazionale slovacca.

## Carriera

### Nazionale
Nel maggio del 2025 ha ottenuto la prima convocazione con la nazionale slovacca, con cui ha esordito il 7 giugno, nell'amichevole persa per 4-1 contro la Grecia.

## Statistiche

### Presenze e reti nei club
Statistiche aggiornate al 4 luglio 2025.
| Stagione              | Squadra               | Campionato            | Campionato | Campionato | Coppe nazionali | Coppe nazionali | Coppe nazionali | Coppe continentali | Coppe continentali | Coppe continentali | Altre coppe | Altre coppe | Altre coppe | Totale | Totale |
| Stagione              | Squadra               | Comp                  | Pres       | Reti       | Comp            | Pres            | Reti            | Comp               | Pres               | Reti               | Comp        | Pres        | Reti        | Pres   | Reti   |
| --------------------- | --------------------- | --------------------- | ---------- | ---------- | --------------- | --------------- | --------------- | ------------------ | ------------------ | ------------------ | ----------- | ----------- | ----------- | ------ | ------ |
| 2016-gen. 2017        | AS Trenčín            | SL                    | 12         | 0          | CS              | 0               | 0               | UCL+UEL            | 2+2                | 0                  | -           | -           | -           | 16     | 0      |
| 2017-2018             | Inter Bratislava      | 2.L                   | 23         | 8          | CS              | 3               | 1               | -                  | -                  | -                  | -           | -           | -           | 26     | 9      |
| 2018-2019             | Petržalka             | 2.L                   | 26         | 12         | CS              | 0               | 0               | -                  | -                  | -                  | -           | -           | -           | 26     | 12     |
| 2019-2020             | Hradec Králové        | FNL                   | 25         | 6          | CRC             | 0               | 0               | -                  | -                  | -                  | -           | -           | -           | 25     | 6      |
| 2020-2021             | Hradec Králové        | FNL                   | 25         | 8          | CRC             | 3               | 0               | -                  | -                  | -                  | -           | -           | -           | 28     | 8      |
| 2021-2022             | Hradec Králové        | 1L                    | 25         | 0          | CRC             | 5               | 5               | -                  | -                  | -                  | -           | -           | -           | 30     | 5      |
| lug.-sett. 2022       | Hradec Králové        | 1L                    | 5          | 0          | CRC             | 0               | 0               | -                  | -                  | -                  | -           | -           | -           | 5      | 0      |
| Totale Hradec Králové | Totale Hradec Králové | Totale Hradec Králové | 80         | 14         |                 | 8               | 5               |                    | -                  | -                  |             | -           | -           | 88     | 19     |
| sett. 2022-2023       | Bohemians 1905        | 1L                    | 24         | 5          | CRC             | 5               | 1               | -                  | -                  | -                  | -           | -           | -           | 29     | 6      |
| 2023-2024             | Bohemians 1905        | 1L                    | 31         | 8          | CRC             | 1               | 0               | UECL               | 2                  | 0                  | -           | -           | -           | 34     | 8      |
| Totale Bohemians 1905 | Totale Bohemians 1905 | Totale Bohemians 1905 | 55         | 13         |                 | 6               | 1               |                    | 2                  | 0                  |             | -           | -           | 63     | 14     |
| 2024-2025             | Baník Ostrava         | 1L                    | 32         | 8          | CRC             | 4               | 0               | UCoL               | 4                  | 2                  | -           | -           | -           | 40     | 10     |
| Totale carriera       | Totale carriera       | Totale carriera       | 228        | 55         |                 | 21              | 7               |                    | 10                 | 2                  |             | -           | -           | 259    | 64     |

### Cronologia presenze e reti in nazionale
| Cronologia completa delle presenze e delle reti in nazionale ― Slovacchia | Cronologia completa delle presenze e delle reti in nazionale ― Slovacchia | Cronologia completa delle presenze e delle reti in nazionale ― Slovacchia | Cronologia completa delle presenze e delle reti in nazionale ― Slovacchia | Cronologia completa delle presenze e delle reti in nazionale ― Slovacchia | Cronologia completa delle presenze e delle reti in nazionale ― Slovacchia | Cronologia completa delle presenze e delle reti in nazionale ― Slovacchia | Cronologia completa delle presenze e delle reti in nazionale ― Slovacchia |
| Data                                                                      | Città                                                                     | In casa                                                                   | Risultato                                                                 | Ospiti                                                                    | Competizione                                                              | Reti                                                                      | Note                                                                      |
| ------------------------------------------------------------------------- | ------------------------------------------------------------------------- | ------------------------------------------------------------------------- | ------------------------------------------------------------------------- | ------------------------------------------------------------------------- | ------------------------------------------------------------------------- | ------------------------------------------------------------------------- | ------------------------------------------------------------------------- |
| 7-6-2025                                                                  | Candia                                                                    | Grecia                                                                    | 4 – 1                                                                     | Slovacchia                                                                | Amichevole                                                                | -                                                                         | 67’                                                                       |
| Totale                                                                    |                                                                           | Presenze                                                                  | 1                                                                         |                                                                           | Reti                                                                      | 0                                                                         |                                                                           |